# Vespula austriaca
Espèce

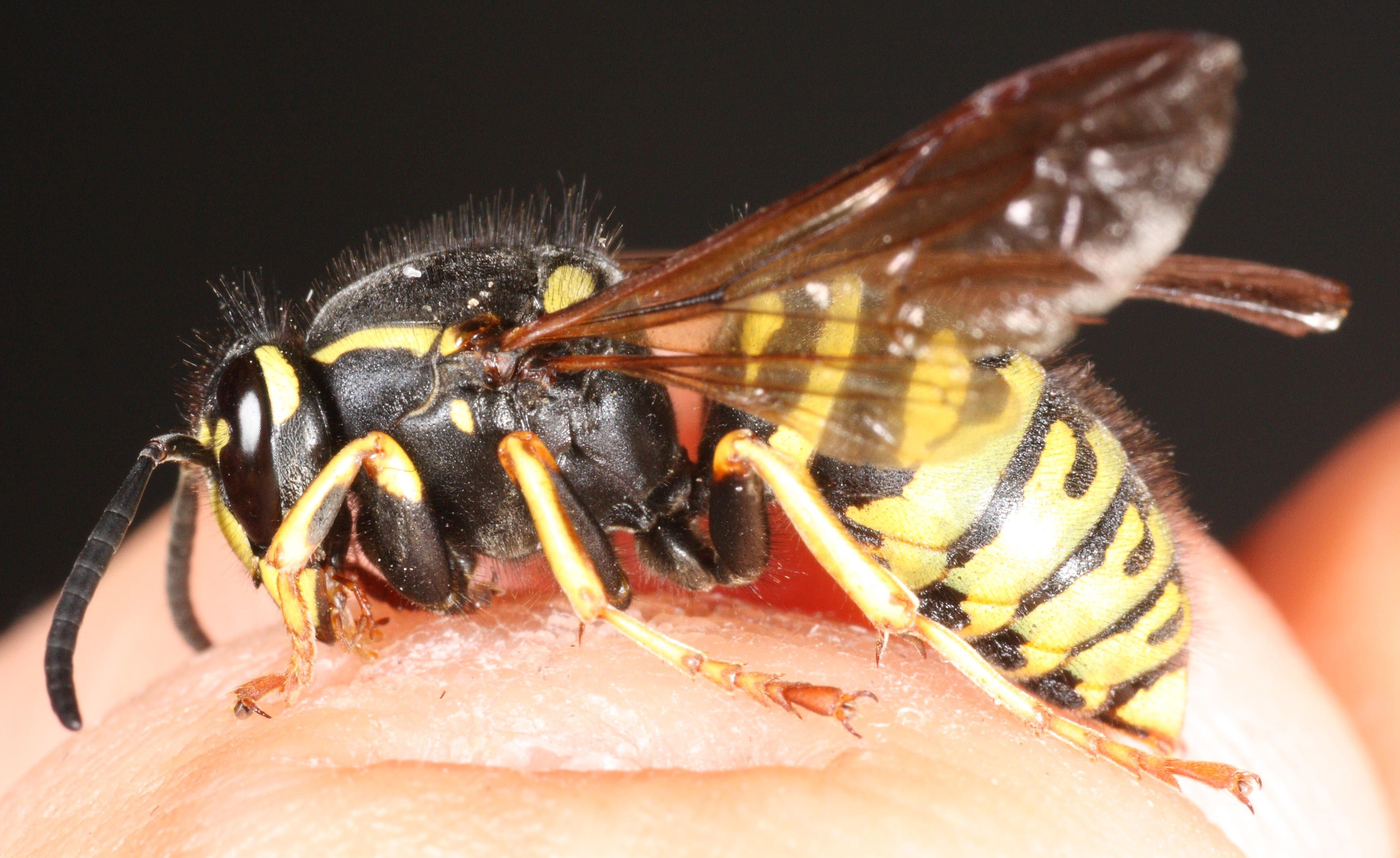

Vespula austriaca est une espèce de guêpes de la famille des vespidés (Vespidae) et du genre Vespula.

## Identification
Principaux critères de reconnaissance de Vespula austriaca et mentionnés par les principales bibliographies utilisées en référence :
- les joues (espace séparant l’œil composé de la base de la mandibule) court : genre Vespula.
- l'échancrure du bord interne de l’œil est en partie jaune seulement (comme V. rufa ; V. vulgaris et V. germanica présentent une échancrure entièrement jaune);
- les femelles se distinguent de Vespula rufa par l'absence de rouge sur les deux premiers segments dorsaux de l'abdomen, et par le clypeus entièrement jaune ou avec un petit point noir. Les tibias postérieurs possèdent des soies plus longues que la largeur du tibia (chez V. rufa, les soies sont plus courtes). Les 2 dents médianes situées sur le bord antérieur du clypeus sont proéminentes et divergentes (chez rufa, elles sont obtuses et forment un angle +/- droit).
- les mâles : l'armature génitale (non visible extérieurement) est très caractéristique et constitue le critère le plus intéressant pour reconnaître cette espèce.

## Écologie et distribution

### Mode de vie
Elle vit en coucou dans le nid de Vespula rufa. (Guiglia 1972)
Vespula austriaca, comme toutes les guêpes coucou, n'a pas d'ouvrière, et ne produit donc que des sexués (mâles et femelles). (Guiglia 1972)

### Aire de répartition
- Espèce répandue dans tout le nord et le centre de l'Europe jusque dans le nord de l'Espagne, de l'Italie et les Pyrénées. Elle existe également au Royaume-Uni, en Amérique du Nord ainsi qu'en Asie .
- Bien que son hôte soit plus largement distribué cette espèce se rencontre uniquement en montagne (ou à des altitudes plus faibles en Europe septentrionale), généralement à des altitudes supérieures à 800 m en Europe moyenne et semble actuellement nettement moins commune que rufa. (Guiglia 1972)

## Sources
1. (en) Dvorak L. & Roberts S. P. M. 2006. Key to the paper and social wasps of Central Europe (Hymenoptera: Vespidae). Acta Entomologica Musei Nationalis Pragae. Volume 46, p. 221-244.
2. Guiglia D. 1972. Les Guêpes sociales (Hymenoptera: Vespidae) d'Europe Occidentale et Septentrionale. Masson et Cie éditeurs. Paris. 187p.
3. (en) Provisional atlas of the aculeate Hymenoptera of Britain and Ireland. Vespula austriaca : Vol. 2. p. 64.
4. (de) Wolf H. 1986. Illustrierter Bestimmungsschlüssel deutscher Papierwespen. (Hymenoptera: Vespoidea: Vespidae).